# Championnat d'Autriche de football 1975-1976
Navigation
Saison précédente Saison suivante
La saison 1975-1976 du Championnat d'Autriche de football était la 65e édition du championnat de première division en Autriche. La Bundesliga regroupe les 10 meilleurs clubs du pays au sein d'une poule unique où ils s'affrontent quatre fois au cours de la saison, 2 fois à domicile et 2 fois à l'extérieur. À la fin de la compétition, le dernier du classement est relégué et remplacé par le champion de Nationalliga, la nouvelle deuxième division autrichienne.
C'est le club du FK Austria Vienne qui remporte le championnat en terminant en tête du classement final, avec 7 points d'avance sur le tenant du titre, le FC Wacker Innsbruck et 12 sur le SK Rapid Vienne. C'est le 10e titre de champion d'Autriche de l'histoire du club.

## Les 10 clubs participants
| - SK Rapid Vienne - Grazer AK - Promu de Nationalliga - FC Wacker Innsbruck - Linzer ASK - SK Austria Klagenfurt | - SK VÖEST Linz - FC Admira Wacker - FK Austria Vienne - SK Sturm Graz - SV Austria Salzbourg |

## Compétition

### Classement
Le barème utilisé pour établir le classement est le suivant :
- Victoire : 2 points
- Match nul : 1 point
- Défaite : 0 point

| Rang | Équipe                | Pts | J  | G  | N  | P  | Bp | Bc | Diff |
| ---- | --------------------- | --- | -- | -- | -- | -- | -- | -- | ---- |
| 1    | FK Austria Vienne     | 52  | 36 | 21 | 10 | 5  | 77 | 29 | +48  |
| 2    | FC Wacker Innsbruck T | 45  | 36 | 18 | 9  | 9  | 68 | 38 | +30  |
| 3    | SK Rapid Vienne C     | 40  | 36 | 17 | 6  | 13 | 55 | 50 | +5   |
| 4    | SV Austria Salzbourg  | 39  | 36 | 14 | 11 | 11 | 47 | 48 | -1   |
| 5    | FC Admira Wacker      | 36  | 36 | 13 | 10 | 13 | 51 | 54 | -3   |
| 6    | SK VÖEST Linz         | 35  | 36 | 13 | 9  | 14 | 44 | 44 | 0    |
| 7    | Linzer ASK            | 31  | 36 | 10 | 11 | 15 | 46 | 55 | -9   |
| 8    | SK Sturm Graz         | 30  | 36 | 11 | 8  | 17 | 38 | 51 | -13  |
| 9    | Grazer AK P           | 29  | 36 | 9  | 11 | 16 | 39 | 60 | -21  |
| 10   | SK Austria Klagenfurt | 23  | 36 | 6  | 11 | 19 | 30 | 66 | -36  |

|  | Qualification pour la Coupe des clubs champions 1976-1977                    |
|  | Qualification pour la Coupe des Coupes 1976-1977                             |
|  | Qualification pour la Coupe UEFA 1976-1977                                   |
|  | Relégation directe en Nationalliga                                           |
|  | T Tenant du titre C Vainqueur de la Coupe d'Autriche P Promu de Nationalliga |

## Bilan de la saison
| Championnat d'Autriche de football 1975-1976 |                               |
| Champion                                     | FK Austria Vienne (10e titre) |
| Coupes et trophées                           |                               |
| Vainqueur de la Coupe d'Autriche 1975-1976   | SK Rapid Vienne               |
| Qualifications continentales                 |                               |
| Coupe d'Europe des clubs champions 1976-1977 | FK Austria Vienne             |
| Coupe des Coupes 1976-1977                   | SK Rapid Vienne               |
| Coupe UEFA 1976-1977                         | FC Wacker Innsbruck           |
| Coupe UEFA 1976-1977                         | SV Austria Salzbourg          |
| Promotions et relégations                    |                               |
| Promus en Bundesliga                         | First Vienna FC               |
| Relégués en Nationalliga                     | SK Austria Klagenfurt         |